# Pericallia melanopsis
Pericallia melanopsis är en fjärilsart som beskrevs av Walker 1864. Pericallia melanopsis ingår i släktet Pericallia och familjen björnspinnare. Inga underarter finns listade i Catalogue of Life.